# Aṣa
Aṣa ([ˈaʃa]; eigentlich Bukola Elemide; * September 1982 in Paris) ist eine französisch-nigerianische Sängerin und Songschreiberin. Sie verbindet die Stile Funk, Pop, Reggae, Jazz, Folk und Soul.

## Biografie
Die ersten zwei Jahre ihres Lebens verbrachte sie in Paris. Mit ihren Eltern zog sie als Zweijährige nach Lagos, in deren Heimat Nigeria. Hier lernte sie Gitarre zu spielen. Als Erwachsene kehrte sie nach Paris zurück. Aṣa singt auf Englisch und Yoruba. Ihr Name bedeutet „kleiner Falke“ in Yoruba. Sie ist im Vorprogramm von Snoop Dogg, Akon, John Legend und Beyoncé Knowles aufgetreten. Für ihr Debütalbum wurde sie 2008 mit dem Prix Constantin ausgezeichnet. Am 10. Oktober 2009 trat sie bei den MTV Africa Music Awards in Nairobi (Kenia) auf.

## Diskografie

### Alben
- 2008: Aṣa
- 2009: Live in Paris
- 2010: Beautiful Imperfection
- 2014: Bed of Stone
- 2014: The Captivator
- 2019: Lucid
- 2022: V

### Singles
- 2008: Fire on the Mountain
- 2008: Jailer
- 2008: Subway
- 2010: Be My Man
- 2014: Dead Again

### Themes
- 2009: The Place to Be für Guaranty Trust Bank